# Liste der Bischöfe von Parma
Die folgenden Personen waren Bischöfe von Parma (Italien):
- Urban (378–382)
- Esuperanzio (603)
- Grazios (680)
- Aicardo (731)
- Alboino (744)
- Gerolamo (ca. 775)
- Lambert (827–835)
- Guibod (oder Wibod) (855–895)
- Elbung (896–916)
- Aicardo (916 (oder 920)–927 (oder 926))
- Sigefred I. (927 (oder 926)–945 (oder 946))
- Aldeodato I. 947–953[1]
- Oberto (962–980)
- Sigefred II. (981–1012)
- Enrico (1015–1027)
- Ugo (1027–1040/45)
- Pietro Cadalus (1046–1072)
- Everardo (1074–1085)
- Wido (1085?–1098?)
- Bernardo degli Uberti (1106–1133)
- Albert (1133–1135)
- Lanfranco (1139–?)
- Aicardo da Cornazzano (1162–1167)[2]
- Bernardo II. (1172–1194?)
- Obizzo Fieschi (1194–1224)
- Grazia (1224–1236)
- Martino da Colorno (1237–1242)
- Bernardo Vizio de’ Scotti (1242–1243)
- Alberto Sanvitale (1243–1257)
- Obizzo Sanvitale (1257–1295) (später Erzbischof von Ravenna)
- Giovanni da Castell’Arquato (1295–1299)
- Goffredo da Vezzano (1299–1300)
- Papiniano della Rovere (1300–1316)
- Simone Saltarelli OP (1316–1323) (später Erzbischof von Pisa)
- Ugolino de’ Rossi (1323–1377)
- Beltrando da Borsano (1379–circa 1380)
- Giovanni Rusconi (1383 ?–1412)
- Bernardo Pace OFM (1412–1425)
- Dalphino della Pergola (1425–1463) (später Bischof von Modena)
- Giovanni Antonio della Torre (1473 ?–1475)
- Scaramoso Scaramosi (1475–1482)
- Gian Giacomo Schiaffinato (1482–1496)
- Stefano Taverna (1482–1499)
- Giovanni Antonio Sangiorgio (1499–1509)
- Alessandro Farnese (1509–1519)
- Alessandro Farnese der Jüngere (1534–1535)
- Guido Ascanio Sforza di Santa Fiora (1535–1560)
- Alessandro Sforza (1560–1573)
- Ferdinando Farnese (1573–1606)
- Papirio Picedi (1606–1614)
- Alessandro Rossi (1614–1615)
- Pompeo Cornazzano OCist (1615–1647)
- Gerolamo Corio (1650–1651)
- Carlo Nembrini (1651–1677)
- Tommaso Saladino (1681–1694)
- Giuseppe Olgiati (1694–1711) (später Bischof von Como)
- Camillo Marazzani (1711–1760)
- Francesco Pettorelli Lalatta (1760–1788)
- Diodato Turchi OFMCap (1788–1803)
- Carlo Francesco Maria Kardinal Caselli OSM (1804–1828)
- Remigio Kardinal Crescini OSB (1828–1830)
- Vitale Loschi (1831–1841)
- Giovanni Tommaso Neuschel (1843–1852)
- Felice Cantimorri OFMCap (1854–1870)
- Domenico Maria Villa (1872–1882)
- Giovanni Andrea Miotti (1882–1893)
- Francesco Magani (1893–1907)
- Guido Maria Conforti (1907–1931)
- Evasio Colli (1932–1971)
- Amilcare Pasini (1971–1981)
- Benito Cocchi (1982–1996)
- Silvio Cesare Bonicelli (1996–2008)
- Enrico Solmi (seit 2008)